# Umeå Energi
Umeå Energi is een energiebedrijf gevestigd in Umeå in de provincie Västerbottens län in Zweden. Het bedrijf is verantwoordelijk voor de levering van elektriciteit, samen met het verstrekken van stadskoeling, stadsverwarming alsook breedband via een dochteronderneming "UmeNet".

## Geschiedenis
De gemeenteraad van Umeå besloot in 1911 tot de oprichting van een elektriciteitscentrale te Umeå, wat de oorsprong van het huidige bedrijf kan genoemd worden.
In 1965 werd de firma AB Umeå Värmeverk opgericht en van 1968 tot 1970 werd de afvalverbrandingsinstallatie Ålidhemsverket gebouwd. In 1981 werden de warmtecentrale en de verbrandingsoven samengevoegd tot een gemeentelijke naamloze vennootschap onder de naam AB Umeå Energiverk. Vijf jaar later (1986) werd de naam gewijzigd in Umeå Energi AB en bij de verbrandingsoven werd een extra opslagtank gebouwd om het gebruik van stadsverwarming efficiënter te maken.